# Polystachya adansoniae
Polystachya adansoniae är en orkidéart som beskrevs av Heinrich Gustav Reichenbach. Polystachya adansoniae ingår i släktet Polystachya och familjen orkidéer.

## Underarter
Arten delas in i följande underarter:
- P. a. adansoniae
- P. a. elongata